# Eubordeta micacea
Eubordeta micacea là một loài bướm đêm trong họ Geometridae.